# Рагнарёк (телесериал)
Рагнарёк (англ. Ragnarok) — супергеройский сериал на норвежском языке, вдохновлённый норвежской мифологией, премьера которого состоялась 31 января 2020 года. Это второй телевизионный сериал Netflix на норвежском языке после «Дома на Рождество». Сериал производится датской производственной компанией SAM Productions. Шоу было продлено на второй сезон.
Действие разворачивается в вымышленном норвежском городе Эдда в Западной Норвегии, который страдает от изменения климата и промышленного загрязнения, вызванных заводами, принадлежащими местной семье Йотул (по всей видимости, аллегория на норвежскую компанию Jotun и великанов скандинавской мифологии), пятой богатейшей в Норвегии. Им бросает вызов Магне, подросток, который с удивлением узнаёт, что является воплощением Тора.
Полностью основанный на скандинавской мифологии, сериал несёт в себе черты мифологии как в деталях, начиная от самых очевидных до самых минималистских, так и в виде прямых отсылок — эпиграфов к каждой серии.

## В ролях

### Главные роли
| Актёр                  | Роль                                             |
| ---------------------- | ------------------------------------------------ |
| Дэвид Стакстон         | Магне Сайер, реинкарнация Тора                   |
| Йонас Странд Гравли    | Лауритц, брат Магне. Реинкарнация Локи           |
| Херман Тёммераас       | Фьёр, старшеклассник и сын семьи Йотул           |
| Тереза Фростад Эггесбё | Сакса, старшеклассница и дочь семьи Йотул        |
| Синнёве Макоди Лунд    | Ран, директор школы и мать семьи Йотул           |
| Гисли Эрн Гардарссон   | Видар, местный бизнес-магнат и отец семьи Йотул  |
| Генриетта Стенструп    | Турид, мать Магне и Лауритца, возлюбленная Эрика |

### Второстепенные роли
| Актёр                    | Роль                                                           |
| ------------------------ | -------------------------------------------------------------- |
| Одд-Магнус Уильямсон     | Эрик Эйдсволл, учитель, отец Изольды и возлюбленный Турид      |
| Дану Сунт                | Иман Реза, реинкарнация Фрейи, богини любви                    |
| Корнелия Элин Скогсет    | Хильда                                                         |
| Илва Бьёркос Тедин       | Изольда Эйдсволл, активистка-эколог и подруга Магне            |
| Бьёрн Сундквист          | Вотан Вагнер, реинкарнация Одина                               |
| Эмма Бонес               | Гри, возлюбленная Магне и Фьёра                                |
| Йеппе Бек Лаурсен        | Радиоведущий                                                   |
| Билли Баркер             | Сигни Мари Кьерстад, новая возлюбленная Магне                  |
| Вебьёрн Энгер            | Йенс, возлюбленный Лауритца и реинкарнация Бальдра, бога света |
| Бенджамин Хельстад       | Гарри Кристерсен, реинкарнация Тюра, бога войны                |
| Эли Энн Линнестад        | Венче, кассирша супермаркета, настоящее имя — Вёльва           |
| Фритьов Сохайм           | Синдре, школьный психолог                                      |
| Тани Дибасей             | Оскар Бьёрнхолт, приятель Фьёра                                |
| Иселин Шумба Скьевесланд | Ингвильд Бьёрнхольт, начальник местной полиции, мать Оскара    |
| Эспен Сигурдсен          | Халвор Ланге, врач дома престарелых                            |
| Рубен Росбах             | Киви, реинкарнация Хеймдалля, бога предвидения                 |
| Ида Нильсен              | Нора Кроуфорд Брэтт                                            |
| Йеспер Мальм             | Моланд                                                         |

## Сезон 1: 2020
| № | Название серии          | Эпиграф | Режиссёр        | Автор сценария                         | Дата релиза         |
| --- | ----------------------- | --- | --------------- | -------------------------------------- | ------------------- |
| 1 | Новичок                 | Рагнарек — определение конца света из скандинавской мифологии. Рагнарек начинается со стихийных бедствий и завершается великой битвой между богами и великанами.                                                                    | Могенс Хагедорн | Адам Прайс                             | 31 января 2020 года |
| Подросток Магне, его мать и его младший брат Лориц возвращаются в норвежский город Эдда после многих лет отсутствия. Их отец умер в Эдде, когда они были детьми. Когда они едут в Эдду, их машина застревает позади старика (Вотана) на электромобиле посреди дороги. Магне выходит из машины, чтобы помочь, и к нему приближается жена старика (Венче). Она говорит Магне, что он хороший мальчик, и пристально смотрит на него, прежде чем коснуться его лба. Два брата начинают посещать местную среднюю школу, и Магне становится друзьями с эко-активисткой и блоггером Изольдой. Позже Изольда, отправившись за доказательствами экологической катастрофы, погибает, врезавшись на параплане в систему электропередач. Вечером, когда Магне касается кувалды отца, начинается гроза. |                         | |                 |                                        |                     |
| Тема серии — Рагнарёк |                         | |                 |                                        |                     |
| 2 | 541 метр                | Тор — один из самых могущественных богов в скандинавской мифологии, Тор контролировал климат и силы природы. Он боролся со врагами цивилизации и представлял закон и порядок.                                                       | Могенс Хагедорн | Симен Алсвик                           | 31 января 2020 года |
| Школа скорбит о смерти Изольды, но Магне подозревает, что это был не несчастный случай. Он узнаёт, что молот, который он бросил, пролетел более 1500 метров и врезался в машину Видара Йотула. Видар признаётся своей жене, что он убил Изольду. Поиски Магне начинают беспокоить семью Йотулов, поскольку Видар ищет мобильный телефон Изольды, на котором есть несколько компрометирующих фотографий незаконной утилизации отходов его компании. |                         | |                 |                                        |                     |
| Тема серии — образ и личность Тора |                         | |                 |                                        |                     |
| 3 | Йотулхейм               | Гиганты — общий термин для нескольких сверхъестественных существ из скандинавской мифологии. Отличаются безрассудным и разрушительным характером. Враги богов.                                                                      | Могенс Хагедорн | Мариетта фон Хауссвольф фон Баумгартен | 31 января 2020 года |
| Магне узнаёт, что он может бежать быстрее, чем любой другой человек, и остаётся цел, когда его сбивает снегоочиститель. Йотулы, узнав об происшествии, пытаются узнать больше о Магне и приглашают его на ужин. Они пытаются напоить его и дают ему медовуху. В состоянии опьянения Магне смотрит в зеркало в ванной и видит себя в образе бородатого воина. |                         | |                 |                                        |                     |
| Тема серии — образ Ётунхейма, жилища гигантов-ётунов. |                         | |                 |                                        |                     |
| 4 | Гиннунгагап             | Kaosmonstre — общий термин, используемый в скандинавской мифологии для монстров, связанных с гигантами. Самыми известными были змей Мидгарда, волк Фенрир и адская гончая.                                                          | Янник Йохансен  | Кристиан Гамст Миллер-Харрис           | 31 января 2020 года |
| Магне продолжает работу Изольды по расследованию роли семьи Йотул в проблеме загрязнения воды Эдды. Мать Магне всё больше сближается с отцом Изольды, Эриком. Магне и Фьор Йотул оказывают знаки внимания Гри, которая пока никак не может выбрать между ними. Во время школьной поездки в горы Магне признаётся в любви к Гри, но она выбирает Фьора. Разговор Видара и Магне заканчивается уверенностью последнего, чтоб убийство Изольды — дело рук Видара. Видар посылает Трима, свою гончую, убить подростка, но Магне выходит победителем из схватки. Отец Изольды, Эрик, находит её потерянный смартфон и пробирку с водой в горах. После сближения с Фьором, Гри заходит в комнату его «отца» и находит семейный альбом с фотографиями. Девушка видит, что семья Йотулов физически не менялась на протяжении ста и даже более лет.                                                                                          |                         | |                 |                                        |                     |
| Тема серии — образ адской собаки, первое столкновение Тора с гигантами. |                         | |                 |                                        |                     |
| 5 | Атомный номер 48        | Провидец — повторяющаяся фигура в скандинавских мифах. В нём есть магия и ясновидение. Считалось, что они повлияли на силы мира. | Янник Йохансен  | Кристиан Гамст Миллер-Харрис           | 31 января 2020 года |
| Магне наказан за убийство собаки, он вынужден вернуть ноутбук Изольды, который достался ему после её смерти. Эрик отдаёт Магне смартфон Изольды. Магне удаётся разблокировать его, и он находит компрометирующие фотографии. Магне поднимается в гору и обнаруживает в пещере 2500 бочек токсичных отходов, принадлежащих Йотул Индастриз . Магне сообщает полиции о существовании пещеры, но когда они прибывают на место, ядовитые бочки исчезают (так как полиция предварительно уведомила Йотулов о посещении). Магне не воспринимается всерьёз полицией и администрацией школы, и его исключают из школы. Сакса узнаёт об интрижке «брата» и угрожает рассказать всё семье, если он не порвёт с ней. Но Гри сама порывает с ним, из-за отравления окружающей среды болеет её уволенный отец. В школе появляется новая ученица Иман.                                                                                            |                         | |                 |                                        |                     |
| Тема серии — образ прорицательницы, лжепророчества (якобы «лжесвидетельство» Магне по поводу бочек) |                         | |                 |                                        |                     |
| 6 | Да, мы любим эту страну | Пророчество провидицы — это древняя мифологическая история о сотворении мира, его конце и возрождении. Вёльва говорит с богами и людьми, рассказывает, что наступит конец мира, если они продолжат свои злые и аморальные поступки. | Янник Йохансен  | Джейкоб Кац Хансен                     | 31 января 2020 года |
| Психиатр диагностирует у Магне параноидальную шизофрению, ему назначают таблетки, которые он отказывается принимать. Фьор пытается помириться с Гри и пытается помочь её семье деньгами. Он также сообщает Магне, что тот был прав и в пещере действительно были отходы, которые сегодня должны быть отгружены из Эдды. Йотулы приказывают Фьору убить Гри; Сакса угрожает убить её сама, если он этого не сделает. Магне доставляет несколько бочек отходов на крыльцо полицейского участка, и начинается расследование, несмотря на попытки Видара запугать начальника полиции. Фьор ведёт Гри на заброшенный склад и пытается напасть на неё, но вмешивается Магне и спасает ей жизнь. Появляется Видар, окликая Магне как Тора, и атакует его. Магне почти побеждён Видаром, но вызывает молнию и использует её, чтобы поразить Видара. Оба противника остаются лежат на пристани, оглушённые молнией. За ними наблюдает Венче. |                         | |                 |                                        |                     |
| Тема серии — исполнение пророчества |                         | |                 |                                        |                     |

## Сезон 2: 2021
Сериал был продлён на второй сезон.
Дата релиза 2 сезона состоялась 27 мая 2021 года.

## Сезон 3
Сериал был продлён на третий финальный сезон.